# Lúcio Júlio Urso Serviano
Lúcio Júlio Urso Serviano (em latim: Lucius Julius Ursus Servianus; 45–136 (91 anos))  foi um político romano da gente Júlia do final do século I e início do século II. Serviano foi uma importante figura política durante os reinados dos imperadores Nerva, Trajano e Adriano. Ele é famoso por ter sido o último cidadão privado a receber um terceiro consulado, uma honraria que passou a ser exclusiva dos membros da família imperial.
Segundo uma inscrição seu nome completo seria Caio Júlio Servílio Urso Serviano (em latim: Gaius Julius Servilius Ursus Servianus). Porém, a História Augusta registra apenas Lúcio Júlio Urso Serviano. 

## Carreira
Pouco se sabe das origens de Serviano. Ronald Syme defende que ele se chamava originalmente Sérvio Júlio Serviano (em latim: Servius Julius Servianus) e com este nome foi cônsul em 90. Segundo ele, Serviano foi adotado por Lúcio Júlio Urso, cônsul sufecto em 84, 98 e 100, depois de seu consulado, o que levou à mudança de nome. Esta tese não foi refutada por nenhum outro estudioso e é considerada consensual. Antes de ascensão de Trajano, em 98, Serviano se casou com Domícia Paulina, a Jovem, a irmã mais velha de Adriano, trinta anos mais jovem do que ele. Durante o reinado de Trajano (r. 98-117), Paulina e Serviano tiveram uma filha chamada Júlia Serviana Paulina.
Quando Nerva morreu, em 27 de janeiro de 98, Adriano viajou para a Germânia para encontrar Trajano e anunciar a morte de Nerva. Serviano tentou, sem sucesso, impedir a viagem por ciúmes da relação entre os dois. Porém, Serviano e Adriano se reconciliaram logo depois e foram amigos por muitos anos.
Serviano serviu por duas vezes como cônsul no reinado de Trajano e uma terceira vez sob Adriano em 134. Nesse ínterim, foi governador da Germânia Inferior entre 97 e 99 e da Panônia entre 99 e 100. Além disto Serviano serviu durante as Campanha dácia de Trajano como um dos principais generais de Trajano. Depois disto, serviu como senador, posição na qual tinha grande poder e influência em Roma. Em algum momento antes de 111, Serviano e Paulina acertaram o casamento de sua filha Júlia com Cneu Pedânio Fusco Salinador, um aristocrata da Hispânia que havia servido como cônsul em 118 como colega do imperador Adriano.
Quando Trajano morreu, em 8 de agosto de 117, Adriano se tornou imperador. Serviano foi tratado com particular honraria e foi considerado como um possível sucessor do imperador. Quando Paulina morreu, em 130, Adriano e Serviano compartilharam uma cerimônia religiosa privada em sua homenagem. Conforme o longo reinado de Adriano foi se aproximando do final, porém, o imperador mudou de ideia sobre Serviano. Apesar de considerá-lo capaz de governar como imperador, Serviano, já com mais de noventa anos de idade era claramente velho demais para a posição. A atenção de Adriano se voltou então para o neto de Serviano, Cneu Pedânio Fusco Salinador, que tinha o mesmo nome de seu pai. O jovem Salinador, que era também seu sobrinho-neto (através de Paulina), foi promovido e passou a ser tratado de modo diferenciado na corte imperial. Serviano, que sempre gostou da ideia de seu neto como sucessor de seu cunhado e amigo, aprovou a solução do imperador.
Porém, Adriano mudou de ideia novamente em 136 e decidiu adotar Lúcio Élio como seu filho e herdeiro. Serviano e jovem Salinador ficaram furiosos e decidiram desafiar o imperador. É possível que Salinador tenha inclusive tentado um golpe de estado contra Adriano e Serviano acabou implicado. Para evitar um conflito na sucessão, Adriano ordenou que os dois fossem executados. Ironicamente Élio morreu antes de Adriano, em 138, e Adriano acabou adotando Antonino Pio.

## Amizade com Plínio, o Jovem
Serviano era amigo do senador e historiador Plínio, o Jovem. Duas das cartas sobreviventes de Plínio são endereçadas a ele e Plínio o menciona em outras duas. Por influência de Serviano, Trajano concedeu a Plínio uma imunidade geralmente concedida apenas a um pai de três filhos, a jus trium liberorum. Antes de morrer, por volta de 111, Plínio enviou uma carta de congratulações a Serviano e Paulina pelo casamento da filha.